# Pulkkavaara
Pulkkavaara är en kulle i Finland. Den ligger i Rovaniemi i landskapet Lappland, i den norra delen av landet, 700 km norr om huvudstaden Helsingfors. Toppen på Pulkkavaara är 298 meter över havet.
Terrängen runt Pulkkavaara är huvudsakligen platt. Runt Pulkkavaara är det mycket glesbefolkat, med 2 invånare per kvadratkilometer. Det finns inga samhällen i närheten. 